# Iglesia de los Santos Mártires San Fabián y San Sebastián (Brozas)
La iglesia de los Santos Mártires San Fabián y San Sebastián es una de las dos iglesias parroquiales católicas de la villa española de Brozas, en la provincia de Cáceres.
Está situada en la plaza de los Mártires de la citada localidad.

## Descripción
Esta Iglesia se alzó sobre la antigua Ermita de San Fabián y San Sebastián, iniciándose las obras en el reinado de los Reyes Católicos, en virtud de una Real Cédula de 7 de enero de 1495, con la que se daba respuesta a la petición de los vecinos que habían solicitado esta segunda parroquia, porque el pueblo crecía y la población aumentaba.
Las obras comenzaron pero progresaron a un ritmo muy lento, quedando interrumpidas en el siglo XVI, cuando sólo se había completado la capilla mayor e iniciado la caja de muros. Será ya en la segunda mitad del siglo XX cuando, por iniciativa de la Diputación Provincial de Cáceres, y respetando los proyectos de Juan Bravo, se finaliza el templo.
La iglesia es un edificio de sillería, de una nave con tres tramos, cubiertos por bóveda de crucería estrellada y separados por arcos de medio punto sobre pilares compuestos. El presbiterio es poligonal, de cinco paños, y con bóveda de crucería estrellada. El edificio tiene dos capillas, a ambos lados del presbiterio, cubiertas las dos con crucería estrellada.
La Iglesia presenta el coro a los pies, con frente formado por arco rebajado y sotocoro con crucería. También a los pies, en el lado de la Epístola, se eleva la torre, de planta cuadrada y cuatro cuerpos, con vanos de medio punto en el cuerpo de campanas. La fachada de los pies tiene tres cuerpos, el bajo con arco de medio punto de triple rosca, y frontón recto en el superior. Las puertas de acceso por los costados de la Epístola y del Evangelio son sencillas, con arco de medio punto moldurado.
En el interior de la iglesia se encuentra la capilla funeraria de los Argüello Carvajal, proyectada por Juan Bravo en 1590. En dicha capilla, que fue realizada por Alonso Hipólito, se encuentra en un retablo barroco una talla de la misma época, la imagen del Cristo de la Expiración. En el ábside hay pinturas murales que representan a los santos que dan nombre al templo.